# DEX
«DEX» — виробник побутової техніки. Виробництво продукції компанії здійснюється у Китаї.

## Історія
Торгова марка DEX з'явилася на українському ринку в 2005 році. Перед виходом на ринок кваліфіковані експерти виконали величезну роботу з вивчення споживчих властивостей техніки та її позиціонування на українському ринку.
У 2006 році компанія взяла участь у двох виставках електроніки — СЕМ KYIV і Kyiv HI-FI Show.
У листопаді 2013 року компанія «DEX» представила свої перші смартфони.
У червні 2014 року компанія «DEX» отримала нагороду «Фаворит Успіху — 2013» у номінації «Мультиварка року».

## Асортимент
Компанія виробляє широкий спектр побутової техніки:
- Міні-бумбокси
- Телевізори
- Відеореєстратори
- DVD- та HD-медіапрогравачі
- Портативні DVD-програвачі
- Смартфони
- Аксесуари для смартфонів
- Планшетні комп'ютери
- Аксесуари для планшетів
- Електронні книги
- Бутербродниці
- Блендери
- Електронні ваги
- Йогуртниці
- Кавомолки
- Кухонні комбайни
- Міксери
- Морожениці
- Мультиварки
- М'ясорубки
- Овочерізки
- Пароочисники
- Електричні печі
- Пилососи
- Пароварки
- Соковижималки
- Скороварки
- Тостери
- Праски
- Хлібопічки
- Холодильники
- Морозильники
- Електричні чайники
- Електроножогострилки
- Електроплити
- Аксесуари для побутової техніки

Раніше виготовлялася також така техніка:
- MP3-програвачі
- DVB-T тюнери
- Мережеві мулитимедіапрогравачі з HDD
- Домашні кінотеатри
- Міжблочні кабелі
- Навушники
- MP3-огравачі
- Мікрофони
- Автомагнітоли
- Автоакустику
- Автомобільні газорозрядні лампи
- Аерогрилі
- Кондиціонери
- Тепловентилятори
- Водонагрівачі (виготовлялися в Італії[8])
- Сушарки для овочів і фруктів
- Пральні машини